# Мурамвья
Мурамвья (рунди Muramvya) — город на северо-западе Бурунди, административный центр одноимённой провинции.

## Географическое положение
Город находится в центральной части провинции, к югу от реки Мубарази, на высоте 1924 метров над уровнем моря. Мурамвья расположена на расстоянии приблизительно 24 километров к востоку-северо-востоку (ENE) от Бужумбуры, крупнейшего города страны.

## Население
По данным переписи 1991 года численность населения Мурамвьи составляла 2290 человек.
Динамика численности населения города по годам:
| 1991 | 2008 |
| ---- | ---- |
| 2290 | 5458 |

## Транспорт
Ближайший аэропорт расположен в городе Бужумбура.